# Met Nero op safari
Met Nero op safari  is de titel van het 2de special trilogie van Nero. Vooraan  zijn er ook extra informatiepagina's  over de safari's die Marc Sleen heeft gemaakt en achtergrondinformatie bij de opgenomen verhalen. Deze verscheen in 2004.

## Inhoud
- In Met Nero op safari zijn drie verhalen gebundeld rond het thema safari. De drie verschillende verhalen zijn:

1. Baringo
2. Het Bierkanaal
3. De wraak van Nganga